# Кирюшкін Георгій Іванович
Георгій Іванович Кирюшкін (квітень 1909, станція Ісаль-Куль, тепер Омська область, Російська Федерація — ?) — український радянський діяч у галузі лісової промисловості. 

## Життєпис
З жовтня 1924 року служив у Червоній армії. Після демобілізації перебував на господарській роботі.
Освіта вища. Член ВКП(б).
До вересня 1946 року — керуючий тресту «Укрдерев» Міністерства лісової промисловості Української РСР.
У вересні 1946 — листопаді 1948 року — заступник секретаря Станіславського обласного комітету КП(б)У із лісової промисловості.
У січні 1952 — квітні 1953 року — заступник міністра лісової промисловості Української РСР.
У травні 1953 — липні 1954 року — заступник міністра лісової і паперової промисловості Української РСР.
У липні 1954 — травні 1957 року — заступник міністра лісової промисловості Української РСР.
З серпня 1957 року — начальник управління лісової, паперової і деревообробної промисловості Ради народного господарства (раднаргоспу) Станіславського економічного адміністративного району.
На 1964 рік — заступник начальника відділу лісових і будівельних матеріалів Головного управління постачання матеріалами Української Ради народного господарства (Укрраднаргоспу).
На 1968 рік — начальник управління із розподілу та використання тари Головпостачу Української РСР.
Подальша доля невідома.

## Звання
- підполковник

## Нагороди
- орден «Знак Пошани» (23.01.1948)
- ордени
- медалі